# Giro di Sardegna 1966
Il Giro di Sardegna 1966, nona edizione della corsa, si svolse dal 27 febbraio al 3 marzo 1966 su un percorso di 952 km, suddiviso su 5 tappe, con partenza da Roma e arrivo a Nuoro. La vittoria fu appannaggio del francese Jacques Anquetil, che completò il percorso in 26h56'26", precedendo gli italiani Graziano Battistini e Flaviano Vicentini.
Sul traguardo di Nuoro 54 ciclisti portarono a termine la competizione. 

## Tappe
| Tappa  | Data        | Percorso             | km  | Vincitore di tappa       | Leader cl. generale |
| ------ | ----------- | -------------------- | --- | ------------------------ | ------------------- |
| 1ª     | 27 febbraio | Roma > Civitavecchia | 187 | Vittorio Adorni          | Vittorio Adorni     |
| 2ª     | 28 febbraio | Olbia > Sassari      | 133 | Carmine Preziosi         | Dino Zandegù        |
| 3ª     | 1º marzo    | Sorso > Oristano     | 171 | Bernard Van De Kerckhove | Dino Zandegù        |
| 4ª     | 2 marzo     | Oristano > Cagliari  | 226 | Jean Stablinski          | Flaviano Vicentini  |
| 5ª     | 3 marzo     | Cagliari > Nuoro     | 235 | Dino Zandegù             | Jacques Anquetil    |
| Totale | Totale      | Totale               | 952 |                          |                     |

## Dettagli delle tappe

### 1ª tappa
- 27 febbraio: Roma > Civitavecchia – 187 km

Risultati
| Pos. | Corridore       | Squadra    | Tempo    |
| ---- | --------------- | ---------- | -------- |
| 1    | Vittorio Adorni | Salvarani  | 4h35'55" |
| 2    | Dino Zandegù    | Bianchi    | s.t.     |
| 3    | Franco Cribiori | Vittadello | s.t.     |

| Pos. | Corridore       | Squadra   | Tempo |
| ---- | --------------- | --------- | ----- |
| 1    | Vittorio Adorni | Salvarani | ?     |

### 2ª tappa
- 28 febbraio: Olbia > Sassari – 133 km

Risultati
| Pos. | Corridore        | Squadra   | Tempo    |
| ---- | ---------------- | --------- | -------- |
| 1    | Carmine Preziosi | Bianchi   | 3h58'20" |
| 2    | Adriano Durante  | Salvarani | s.t.     |
| 3    | Dino Zandegù     | Bianchi   | s.t.     |

| Pos. | Corridore    | Squadra | Tempo |
| ---- | ------------ | ------- | ----- |
| 1    | Dino Zandegù | Bianchi | ?     |

### 3ª tappa
- 1º marzo: Sorso > Oristano – 171 km

Risultati
| Pos. | Corridore           | Squadra  | Tempo    |
| ---- | ------------------- | -------- | -------- |
| 1    | B. Van De Kerckhove | Ford Fr. | 4h42'07" |
| 2    | Raffaele Marcoli    | Sanson   | a 40"    |
| 3    | Dino Zandegù        | Bianchi  | s.t.     |

| Pos. | Corridore    | Squadra | Tempo |
| ---- | ------------ | ------- | ----- |
| 1    | Dino Zandegù | Bianchi | ?     |

### 4ª tappa
- 2 marzo: Oristano > Cagliari – 226 km

Risultati
| Pos. | Corridore       | Squadra   | Tempo    |
| ---- | --------------- | --------- | -------- |
| 1    | Jean Stablinski | Ford Fr.  | 6h22'04" |
| 2    | Mario Anni      | Molteni   | a 4"     |
| 3    | Battista Babini | Salvarani | a 17"    |

| Pos. | Corridore          | Squadra | Tempo |
| ---- | ------------------ | ------- | ----- |
| 1    | Flaviano Vicentini | Legnano | ?     |

### 5ª tappa
- 3 marzo: Cagliari > Nuoro – 235 km

Risultati
| Pos. | Corridore        | Squadra  | Tempo    |
| ---- | ---------------- | -------- | -------- |
| 1    | Dino Zandegù     | Bianchi  | 7h06'37" |
| 2    | Jacques Anquetil | Ford Fr. | a 55"    |
| 3    | Roland Zöffel    | Tigra    | s.t.     |

| Pos. | Corridore           | Squadra    | Tempo     |
| ---- | ------------------- | ---------- | --------- |
| 1    | Jacques Anquetil    | Ford Fr.   | 26h56'26" |
| 2    | Graziano Battistini | Vittadello | a 35"     |
| 3    | Flaviano Vicentini  | Legnano    | a 55"     |

## Classifiche finali

### Classifica generale
| Pos. | Corridore           | Squadra           | Tempo     |
| ---- | ------------------- | ----------------- | --------- |
| 1    | Jacques Anquetil    | Ford France       | 26h56'26" |
| 2    | Graziano Battistini | Vittadello        | a 35"     |
| 3    | Flaviano Vicentini  | Legnano-Pirelli   | a 55"     |
| 4    | Jean Stablinski     | Ford France       | a 1'04"   |
| 5    | Dino Zandegù        | Bianchi-Mobylette | a 1'55"   |
| 6    | Battista Babini     | Salvarani         | a 2'29"   |
| 7    | Mario Da Dalt       | Sanson            | s.t.      |
| 8    | Franco Cribiori     | Vittadello        | a 4'23"   |
| 9    | Silvio Boni         | Sanson            | a 4'25"   |
| 10   | Adriano Passuello   | Legnano-Pirelli   | a 4'38"   |